# Llista de llocs amb el nom de Cristòfor Colom
Una sèrie de llocs, sobretot en l'hemisferi occidental, porten el nom de Colom, recordant-nos que va ser el primer europeu a fer que el Nou Món fos àmpliament conegut pels europeus.
- Colúmbia Britànica, província del Canadà.
- Colòmbia, país de Sud-amèrica.
- Colombo, antiga capital de Sri Lanka.
- Colin, Panamà, ciutat
- Colón, província de Panamà.
- Columbia (Maryland), un lloc designat pel cens.
- Columbia (Missouri), ciutat
- Columbia, capital de Carolina del Sud.
- Colombo, municipi brasiler i de la ciutat en l'estat de Paranà, Brasil.
- Columbus (Geòrgia), ciutat
- Columbus (Indiana), ciutat
- Columbus (Mississipi), ciutat
- Columbus (Wisconsin), ciutat
- Columbus (Ohio),
- Districte de Colúmbia, Washington DC
- Colombian County (Ohio)
- Colombian (Ohio), ciutat
- Comtat de Columbia, comtat de l'estat de Pennsilvània
- Columbus Circle, districte de la ciutat de Nova York.